# Olympische Sommerspiele 1984/Leichtathletik – 50 km Gehen (Männer)

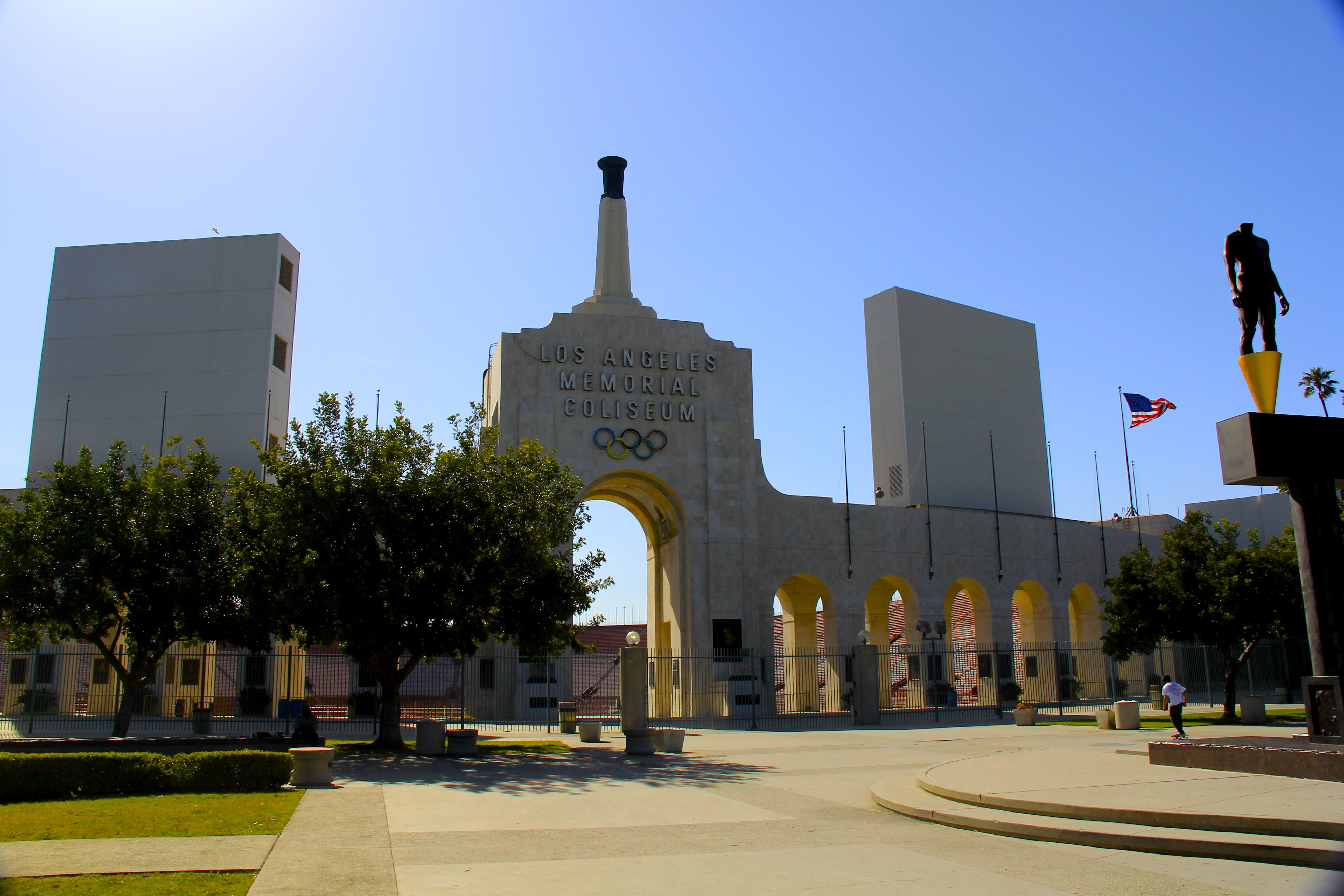
Gelände vor dem Los Angeles Memorial Coliseum

Das 50-km-Gehen der Männer bei den Olympischen Spielen 1984 in Los Angeles wurde am 11. August 1984 ausgetragen. 31 Athleten nahmen teil.
Olympiasieger wurde der Mexikaner Raúl González. Er gewann vor dem Schweden Bo Gustafsson und dem Italiener Sandro Bellucci.
Geher aus der Bundesrepublik Deutschland, der Schweiz, Österreich und Liechtenstein nahmen nicht teil. Athleten aus der DDR waren wegen des Olympiaboykotts ebenfalls nicht dabei.

## Aktuelle Titelträger
| Olympiasieger 1980                 | Hartwig Gauder ( DDR)                       | 3:49:24 h                                   | Moskau 1980                                 |
| Weltmeister 1983                   | Ronald Weigel ( DDR)                        | 3:43:08 h                                   | Helsinki 1983                               |
| Europameister 1982                 | Reima Salonen ( Finnland)                   | 3:55:29 h                                   | Athen 1982                                  |
| Panamerikanischer Meister 1983     | Raúl González ( Mexiko)                     | 4:00:45 h                                   | Caracas 1983                                |
| Zentralamerika und Karibik-Meister | Arturo Bravo ( Mexiko)                      | 4:21:01 h                                   | Havanna 1983                                |
| Südamerika-Meister 1983            | 50-km-Gehen nicht im Meisterschaftsprogramm | 50-km-Gehen nicht im Meisterschaftsprogramm | 50-km-Gehen nicht im Meisterschaftsprogramm |
| Asienmeister 1983                  | 50-km-Gehen nicht im Meisterschaftsprogramm | 50-km-Gehen nicht im Meisterschaftsprogramm | 50-km-Gehen nicht im Meisterschaftsprogramm |
| Afrikameister 1982                 | 50-km-Gehen nicht im Meisterschaftsprogramm | 50-km-Gehen nicht im Meisterschaftsprogramm | 50-km-Gehen nicht im Meisterschaftsprogramm |

## Bestleistungen / Rekorde
Weltrekorde wurden im Straßengehen außer bei Meisterschaften und Olympischen Spielen wegen der unterschiedlichen Streckenbeschaffenheiten nicht geführt.

### Bestehende Bestleistungen / Rekorde
| Weltbestzeit       | 3:38:31 h | Ronald Weigel ( DDR)  | Berlin, DDR (heute Deutschland)         | 20. Juli 1984 |
| Olympischer Rekord | 3:49:24 h | Hartwig Gauder ( DDR) | OS Moskau, Sowjetunion (heute Russland) | 30. Juli 1980 |

### Rekordverbesserung
Der mexikanische Olympiasieger Raúl González verbesserte den bestehenden olympischen Rekord im Wettbewerb am 30. Juli um 1:58 min auf 3:47:26 h. Die Weltbestleistung verfehlte er um 7:55 min.

## Streckenführung
Der Start erfolgte im Los Angeles Memorial Coliseum. Nach fünf Stadionrunden verlief die Strecke außerhalb des Stadions und in Richtung Norden. Die Route bog nach links in den Exposition Boulevard ein. Ein Rundkurs von 2,5 km wurde zwischen der Raymond Avenue und der Denker Avenue 17-mal absolviert. Anschließend ging es wieder zurück zum Stadion, in dem nochmals anderthalb Runden zu absolvieren waren, bevor das Ziel erreicht wurde.

## Ergebnis

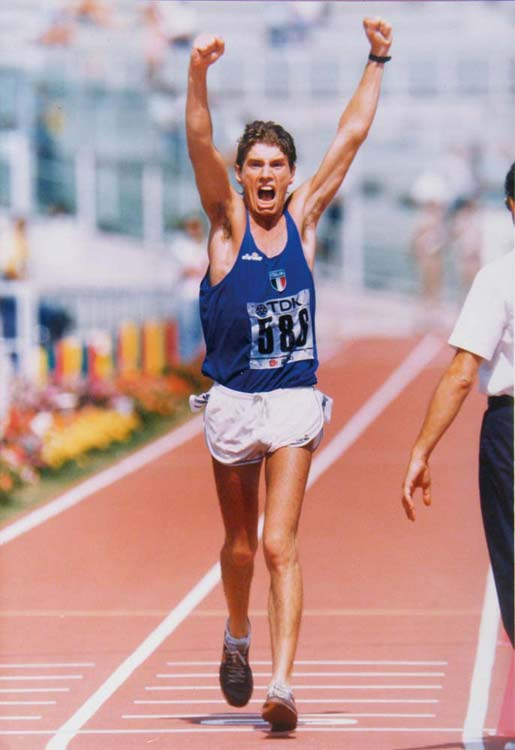
Raffaello Ducceschi kam auf den fünften Platz

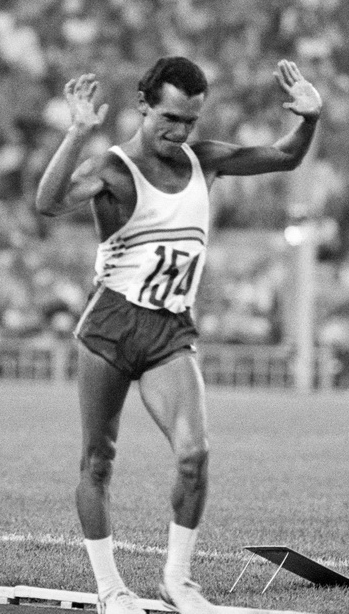
Jorge Llopart belegte Rang sieben

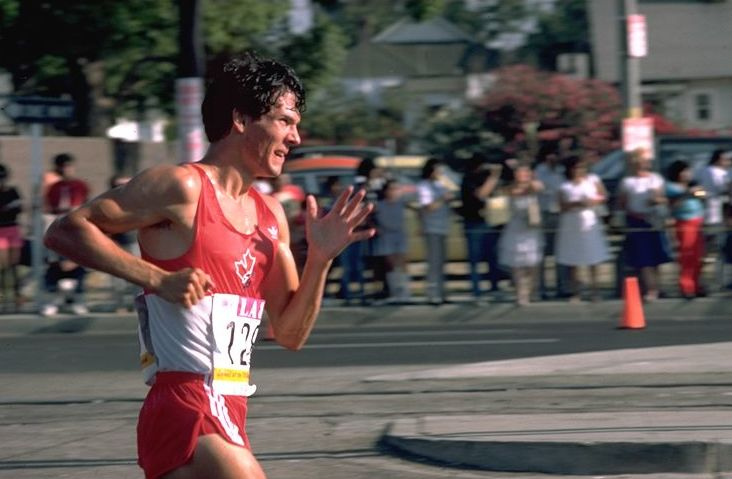
Guillaume Leblanc erreichte nicht das Ziel

Datum: 11. August 1984
| Zwischenzeiten      | Zwischenzeiten | Zwischenzeiten             | Zwischenzeiten |
| Zwischenzeit- Marke | Zwischenzeit   | Führende(r)                | 5-km-Zeit      |
| ------------------- | -------------- | -------------------------- | -------------- |
| 5 km                | 23:06 min      | zehnköpfige Spitzengruppe  | 23:06 min      |
| 10 km               | 45:59 min      | Willie Sawall              | 22:53 min      |
| 15 km               | 1:08:43 h00    | Sawall, González, Damilano | 22:44 min      |
| 20 km               | 1:31:12 h00    | fünfköpfige Spitzengruppe  | 22:29 min      |
| 25 km               | 1:53:54 h00    | González, Damilano         | 22:42 min      |
| 30 km               | 2:16:24 h00    | González, Damilano         | 22:30 min      |
| 35 km               | 2:39:17 h00    | González, Damilano         | 22:53 min      |
| 40 km               | 3:01:50 h00    | González                   | 22:33 min      |
| 45 km               | 3:24:30 h00    | González                   | 22:40 min      |
| 50 km               | 3:47:26 h00    | González                   | 22:56 min      |

| Platz | Athlet               | Land                | Zeit (h) | Anmerkung |
| ----- | -------------------- | ------------------- | -------- | --------- |
| 01    | Raúl González        | Mexiko              | 3:47:26  | OR        |
| 02    | Bo Gustafsson        | Schweden            | 3:53:19  |           |
| 03    | Sandro Bellucci      | Italien             | 3:53:45  |           |
| 04    | Reima Salonen        | Finnland            | 3:58:30  |           |
| 05    | Raffaello Ducceschi  | Italien             | 3:59:26  |           |
| 06    | Carl Schueler        | USA                 | 3:59:46  |           |
| 07    | Jorge Llopart        | Spanien             | 4:03:09  |           |
| 08    | José Pinto           | Portugal            | 4:04:42  |           |
| 09    | Manuel Alcalde       | Spanien             | 4:05:47  |           |
| 10    | Ernesto Canto        | Mexiko              | 4:07:59  |           |
| 11    | Michael Harvey       | Australien          | 4:09:18  |           |
| 12    | Dominique Guebey     | Frankreich          | 4:13:34  |           |
| 13    | Lars Ove Moen        | Norwegen            | 4:15:12  |           |
| 14    | Vince O’Sullivan     | USA                 | 4:22:51  |           |
| 15    | Zhang Fuxin          | Volksrepublik China | 4:23:39  |           |
| 16    | Chris Maddocks       | Großbritannien      | 4:26:33  |           |
| 17    | José Víctor Alonzo   | Guatemala           | 4:36:35  |           |
| DNF   | Maurizio Damilano    | Italien             |          |           |
| DNF   | Marco Evoniuk        | USA                 |          |           |
| DNF   | Andrew Jachno        | Australien          |          |           |
| DNF   | Marcel Jobin         | Kanada              |          |           |
| DNF   | Guillaume Leblanc    | Kanada              |          |           |
| DNF   | Gérard Lelièvre      | Frankreich          |          |           |
| DNF   | Osvaldo Morejón      | Bolivien            |          |           |
| DNF   | Querubín Moreno      | Kolumbien           |          |           |
| DNF   | Willi Sawall         | Australien          |          |           |
| DSQ   | Erling Andersen      | Norwegen            |          |           |
| DSQ   | Martín Bermúdez      | Mexiko              |          |           |
| DSQ   | François Lapointe    | Frankreich          |          |           |
| DSQ   | Roland Nilsson       | Schweden            |          |           |
| DSQ   | Bengt Simonsen       | Schweden            |          |           |
| DNS   | Abdelouaheb Ferguène | Algerien            |          |           |
| DNS   | Benamar Kachkouche   | Algerien            |          |           |
| DNS   | José Marín           | Spanien             |          |           |

## Rennverlauf
Zum Favoritenkreis zählten der Vizeweltmeister von 1983 und Vizeeuropameister von 1982 José Marín aus Spanien, der amtierende Europameister und WM-Vierte Reima Salonen aus Finnland sowie die Mexikaner Ernesto Canto und Raúl González, hier bereits Gold- bzw. Silbermedaillengewinner auf der 20-km-Distanz. In diesem Wettbewerb fehlte aus den boykottierenden Staaten vor allem Weltmeister Ronald Weigel, DDR. Auch die starken Geher aus der UdSSR – allen voran der WM-Dritte Sergei Jung – wären chancenreich an den Start gegangen.
Bereits nach fünf Kilometern hatte sich eine zehnköpfige Spitzengruppe gebildet, die angeführt wurde vom Australier Willi Sawall. Weitere Mitglieder dieser Gruppe waren der Kanadier Marcel Jobin, González, Canto, Martín Bermúdez aus Mexiko, der Spanier Jorge Llopart, der US-Amerikaner Marco Evoniuk sowie die drei Italiener Maurizio Damilano, Raffaello Ducceschi und Sandro Bellucci. Nach weiteren fünf Kilometern hatte sich Sawall mit zwei Sekunden Vorsprung leicht abgesetzt. Ihm folgten Jobin, Canto, Bermúdez und González. Weitere acht Sekunden zurücklag Llopart, dann kam Ducceschi. Sawall blieb auch auf den nächsten Kilometern vorn, konnte sich jedoch nicht weiter absetzen. González und Damilano schlossen wieder auf zu ihm, nur wenige Sekunden dahinter gingen Canto, Bermúdez, Jobin sowie der Kanadier Guillaume Leblanc und der Norweger Erling Andersen, die einen Rückstand hatten wettmachen können. Weitere zehn Sekunden zurücklag Ducceschi.
Noch vor Kilometer zwanzig gab Sawall auf und es hatte sich nun eine fünfköpfige Führungsgruppe zusammengefunden mit González und Bermúdez ganz vorne, Damilano, Leblanc und Canto. Nur drei Sekunden zurücklag Andersen. Durch Qualifikation fiel Bermúdez dann ganz aus und González, Damilano sowie Leblanc setzten sich jetzt deutlich von ihren Konkurrenten ab. Einzig Canto hatte nach 25 Kilometern mit sechs Sekunden Rückstand noch Sichtkontakt zu den dreien vorne behalten. Doch auch er fiel nun immer weiter zurück und Leblanc verlor ebenfalls den Kontakt zu den beiden Führenden. Der Kanadier stieg zwischen Kilometer dreißig und fünfunddreißig aus dem Wettbewerb aus. Vor Erreichen der 40-km-Marke fiel zuletzt auch das verbliebene Spitzenduo auseinander. Damilano konnte González nicht mehr folgen und der Abstand zwischen den beiden vergrößerte sich nun sehr schnell.
Für den Mexikaner wurde es ein einsames Rennen bzw. Gehen. Noch vor dem 45. Kilometer gab Damilano auf und González hatte nun fünfeinhalb Minuten Vorsprung vor seinen nächsten Verfolgern. Dies waren Bellucci und der Schwede Bo Gustafsson, die schon seit Kilometer dreißig gemeinsam gingen. Bis ins Ziel wuchs der Vorsprung noch auf fast sechs Minuten an und Raúl González wurde überlegener Olympiasieger. Auf den letzten fünf Kilometern löste sich Bo Gustafsson von seinem Gegner und gewann 25 Sekunden vor Sandro Bellucci die Silbermedaille. Auf den nächsten Rängen kamen Reima Salonen, Raffaello Ducceschi, der US-Amerikaner Carl Schueler und Jorge Llopart ins Ziel.
Nach einem zurückhaltenden Start – die ersten fünf Kilometer in 23:06 min – ging Raúl González ein ganz gleichmäßiges hohes Tempo. Jeder weitere 5-km-Abschnitt lag bis zum Schluss unter 23 min. Damit zermürbte er seine Gegner, die dieser Geschwindigkeit auf Dauer nicht gewachsen waren. Ronald Weigels olympischen Rekord verbesserte der Mexikaner um fast zwei Minuten.
Raúl González war der erste mexikanische Olympiasieger in dieser Disziplin.
Mit 42 Jahren war der Australier Willi Sawall der älteste Teilnehmer im Feld. Er gab das Rennen nach fünfzehn Kilometern auf.

## Video
- 1984 Olympic Games 50 Kilometer Walk, youtube.com, abgerufen am 10. Januar 2018